# Powder and Smoke
Powder and Smoke è un cortometraggio muto comico del 1924 diretto da James Parrott con Charley Chase.